# BMW X2
BMW X2 är en serie crossovers, tillverkade av den tyska biltillverkaren BMW. 

## F39 (2018-23)
Se vidare under huvudartikeln BMW F39.

## U10 (2023- )
Se vidare under huvudartikeln BMW U10.

## Bilder

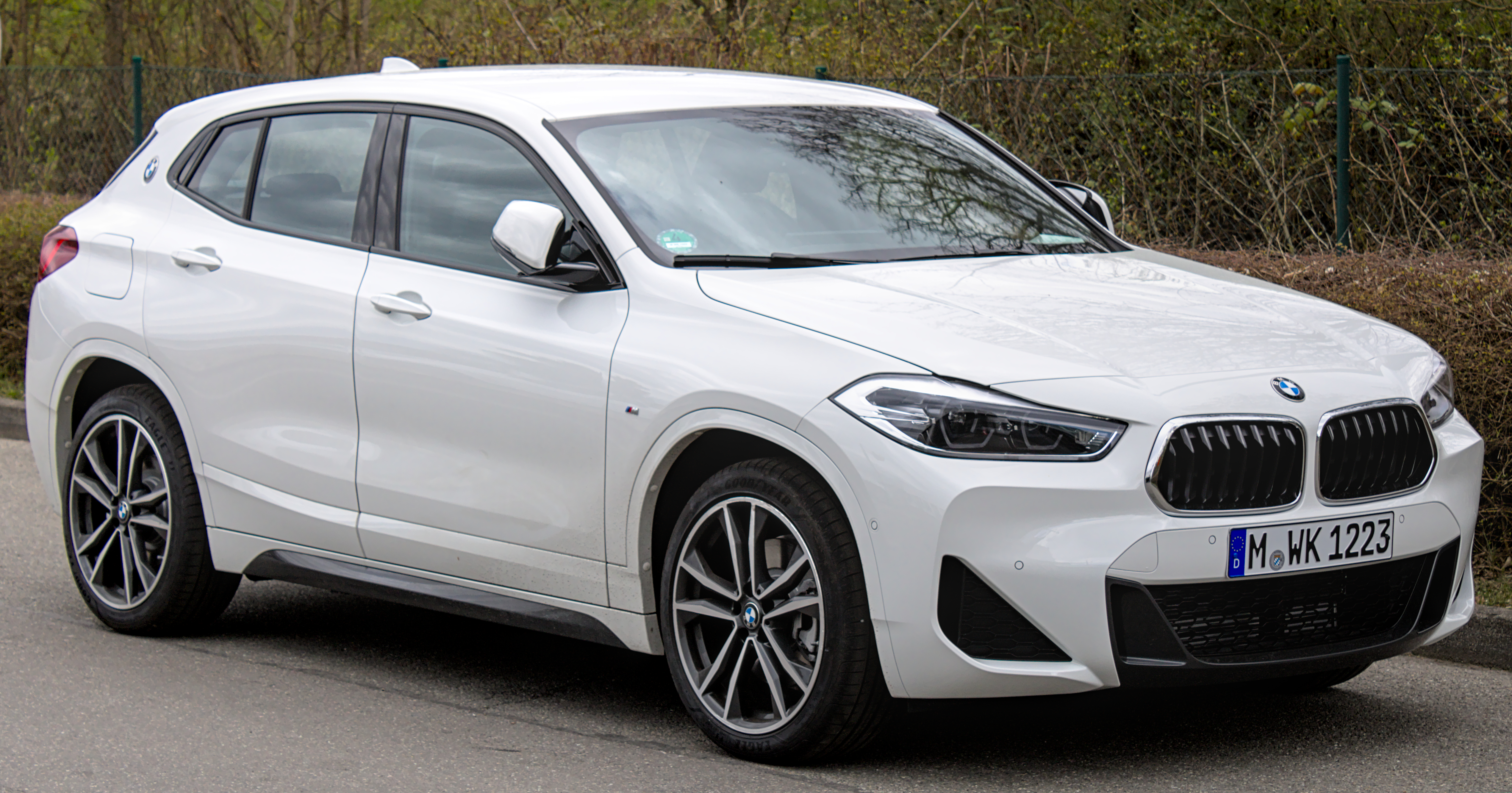
BMW F39.
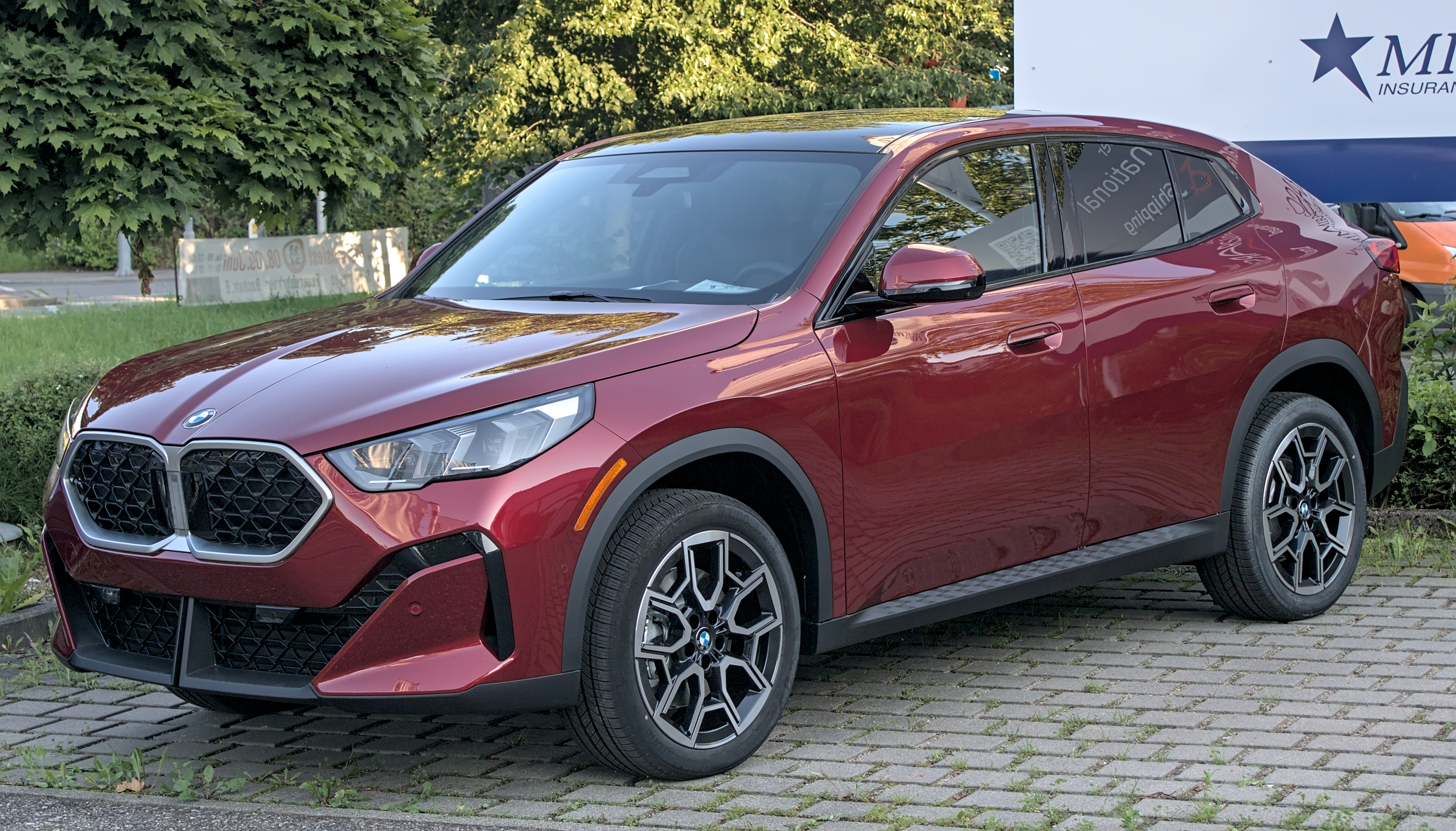
BMW U10.